# 94 Pułk Piechoty (II RP)
94 Pułk Piechoty (94 pp) – rezerwowy oddział piechoty Wojska Polskiego II RP.
Pułk nie występował w organizacji pokojowej wojska. 

## 94 pp w kampanii wrześniowej

### Mobilizacja
Został zmobilizowany, zgodnie z planem mobilizacyjnym „W”, w pierwszych dniach września 1939 roku, w II rzucie mobilizacji powszechnej. 
Jednostkami mobilizującymi były:
2 pułk piechoty Legionów w Sandomierzu mobilizował:
- dowództwo 94 pp, w czasie X+4
- I batalion, w czasie X+3,
- pododdziały specjalne i kompanię gospodarczą, w czasie X+4[1].

3 Batalion Strzelców w Rembertowie mobilizował:
- II batalion 94 pp, w czasie X+3[2].

9 pułk piechoty Legionów w Zamościu mobilizował:
- III batalion 94 pp, w czasie X+3[3].

### Działania bojowe
Pułk miał wejść w skład rezerwowej 39 Dywizji Piechoty, lecz w czasie kampanii wrześniowej jego dowództwo, pododdziały specjalne i I batalion walczyły w składzie Grupy „Sandomierz”. II batalion majora Kazimierza Mazurkiewicza walczył w obronie Warszawy, natomiast III batalion kpt. Bronisława Pardo wszedł w skład  94 pułku piechoty improwizowany.

## Obsada personalna pułku
Dowództwo

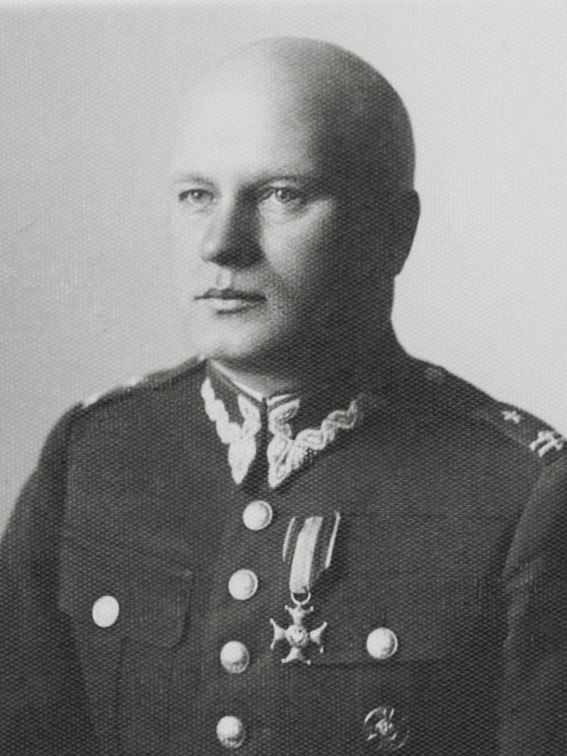
Ppłk Bolesław Gancarz (przed 1936)

- dowódca pułku – ppłk Bolesław Ksawery Gancarz (pokojowy I zastępca dowódcy 2 pp Leg.)
- I adiutant – kpt. Michał Miller
- II adiutant – kpt. Stefan Bogusiewicz
- oficer łączności – por. Stanisław Sykut
- kwatermistrz – mjr piech. Wiktor Feist[4]
- naczelny lekarz – kpt. rez. dr med. Feliks Milbert
- kompania zwiadowcza – ppor. Zygmunt Jerzy Mikusiński

I batalion
- dowódca batalionu – mjr Władysław Symonowicz
- dowódca 1 kompanii – por. Stanisław Józef Ciaś
- dowódca 2 kompanii – ppor. Włodzimierz Stanisław Karolak
- dowódca 3 kompanii – ppor. Franciszek Leonard Baumgart
- dowódca 1 kompanii ckm – ppor. Władysław Taracha

II batalion (poza pułkiem, w 1 pp Obrony Pragi)
- dowódca batalionu – mjr Kazimierz II Mazurkiewicz
- adiutant batalionu – por. rez. Czesław Strykowski
- dowódca plutonu łączności – ppor. rez. Tadeusz Żebrowski
- dowódca 4 kompanii strzeleckiej – kpt. Mikołaj Bagiński
- dowódca 5 kompanii strzeleckiej – kpt. Ireneusz Marian Czernik
- dowódca 6 kompanii strzeleckiej – por. Marceli Jan Kowalski
- dowódca 2 kompanii ckm – por. Bohdan Hubert Pełczyński

III batalion (poza pułkiem, w składzie 94 pp improwizowanego)
- dowódca III batalionu 94 pp – kpt. Bronisław Prado (+ do 19 IX 1939), mjr Leon Ast
  - dowódca 7 kompanii strzeleckiej – NN
  - dowódca 8 kompanii strzeleckiej – NN
  - dowódca 9 kompanii strzeleckiej – NN
  - dowódca 3 kompanii ckm – por. Eustachiusz Waszków

II batalion (improwizowany)
- dowódca – mjr Kazimierz Kruczkowski

IV batalion – kpt. żand. Tadeusz Szymczykiewicz